# Adramita
Adramita is een geslacht van rechtvleugeligen uit de familie veldsprinkhanen (Acrididae). De wetenschappelijke naam van dit geslacht is voor het eerst geldig gepubliceerd in 1936 door Uvarov.

## Soorten
Het geslacht Adramita  is monotypisch en omvat slechts de volgende soort:
- Adramita arabica (Uvarov, 1930)